# كولين هانسن
كولين هانسن (بالإنجليزية: Collin Hansen) هو صحفي أمريكي، ولد في 7 أبريل 1981.